# أوسكار دبليو. نيومان
أوسكار دبليو. نيومان (بالإنجليزية: Oscar W. Newman)‏ هو قاضي ومحامي أمريكي، ولد في 14 أبريل 1867 في بورتسموث في الولايات المتحدة، وتوفي في 19 فبراير 1928 في كولومبوس في الولايات المتحدة.